# 2014年阿爾及利亞C-130力士型運輸機墜機事件
2014年阿爾及利亞C-130大隻佬運輸機墜機事件是發生於2014年2月11日的一起航空事故。一架阿爾及利亞空軍所屬的C-130大隻佬運輸機墜毀在阿爾及利亞境內的烏姆布瓦吉省艾因喀查（Aïn Kercha）附近。當時機上共有74名乘客及4名機組員，最終77人喪生，僅一人倖存。
初步報告顯示惡劣的天候可能是墜機的原因。目擊者則表示飛機墜毀前先削過了一座山。這也是阿爾及利亞繼2003年的阿爾及利亞航空6289號班機空難以來再度發生大型墜機事故。

## 事故飛機
事故飛機是編號7T-WHM的美製C-130大隻佬運輸機。製造商洛克希德·馬丁證實曾於1981年至1990年間向阿爾及利亞售出C-130H運輸機。根據Flightglobal，阿國共擁有十六架此型飛機。

## 天候狀況
阿爾及利亞國防部表示惡劣氣候可能造成了此次災難發生，當時飛機遭遇到暴風雪使得視野不佳。
根據AccuWeather，事故時飛機正在通過高海拔低氣壓區，天空交雜著雨雪。氣象學者Eric Leister補充：「在該區的數個地方出現超過30英哩的陣風伴隨雨雪」。

## 事故過程
一架阿爾及利亞空軍C-130大隻佬運輸機墜毀於烏姆布瓦吉省Aïn Kercha的Djebel Fertas山，造成77人喪生，僅一人存活。乘客名單包括軍人及軍人的家屬。 